# Open de Nice Côte d’Azur 2013
Open de Nice Côte d’Azur 2013 byl tenisový turnaj pořádaný jako součást mužského okruhu ATP World Tour, který se hrál na otevřených antukových dvorcích areálu Nice Lawn Tennis Club, ležícím na Francouzské riviéře. Konal se mezi 19. až 25. květnem 2013 ve francouzském Nice jako 29. ročník turnaje.
Turnaj s rozpočtem 467 800 eur patřil do kategorie ATP World Tour 250. Nejvýše nasazeným hráčem ve dvouhře byla světová šestka Tomáš Berdych z České republiky, který se před zahájením odhlásil pro únavu.

## Mužská dvouhra

### Nasazení
| Stát          | Hráč              | ATP1) | Nasazení |
| ------------- | ----------------- | ----- | -------- |
| Česko         | Tomáš Berdych     | 6.    | 1.       |
| Francie       | Gilles Simon      | 17.   | 2.       |
| Spojené státy | Sam Querrey       | 19.   | 3.       |
| Spojené státy | John Isner        | 20.   | 4.       |
| Itálie        | Andreas Seppi     | 21.   | 5.       |
| Itálie        | Fabio Fognini     | 25.   | 6.       |
| Španělsko     | Marcel Granollers | 37.   | 7.       |
| Uzbekistán    | Denis Istomin     | 45.   | 8.       |

- 1) Žebříček ATP k 13. květnu 2013.[2]

### Jiné formy účasti
Následující hráči obdrželi divokou kartu do hlavní soutěže:
- Lleyton Hewitt
- Gaël Monfils
- Édouard Roger-Vasselin

Následující hráči postoupili z kvalifikace:
- Marco Cecchinato
- Rogério Dutra da Silva
- Guillaume Rufin
- Serhij Stachovskyj
  -  Ryan Harrison – jako šťastný poražený

Následující hráč nastoupil do hlavní soutěže z pozice náhradníka:
- Albert Montañés (vítěz)

### Odstoupení
před zahájením turnaje
- Brian Baker
- Tomáš Berdych
- Bernard Tomic
- Marcel Granollers
- Xavier Malisse
- Benoît Paire

### Skrečování
- Alejandro Falla

## Mužská čtyřhra

### Nasazení
| Stát          | Hráč                | Stát       | Hráč              | ATP1) | Nasazení |
| ------------- | ------------------- | ---------- | ----------------- | ----- | -------- |
| Pákistán      | Ajsám Kúreší        | Nizozemsko | Jean-Julien Rojer | 15.   | 1.       |
| Polsko        | Mariusz Fyrstenberg | Polsko     | Marcin Matkowski  | 61.   | 2.       |
| Spojené státy | Eric Butorac        | Česko      | Lukáš Dlouhý      | 83.   | 3.       |
| Itálie        | Daniele Bracciali   | Itálie     | Potito Starace    | 86.   | 4.       |

- 1) Žebříček ATP k 13. květnu 2013; číslo je součtem umístění obou členů páru.

### Jiné formy účasti
Následující páry obdržely divokou kartu do hlavní soutěže:
- Pablo Andújar /  Albert Ramos
- Alexandre Massa /  Alexandre Pierson

Následující pár nastoupil do hlavní soutěže z pozice náhradníka:
- Jaroslav Levinský /  Lu Jan-sun

## Přehled finále

### Mužská dvouhra
- Albert Montañés vs.  Gaël Monfils, 6–0, 7–6(7–3)

### Mužská čtyřhra
- Johan Brunström /  Raven Klaasen vs.  Juan Sebastián Cabal /  Robert Farah, 6–3, 6–2